# Pavel Kohout

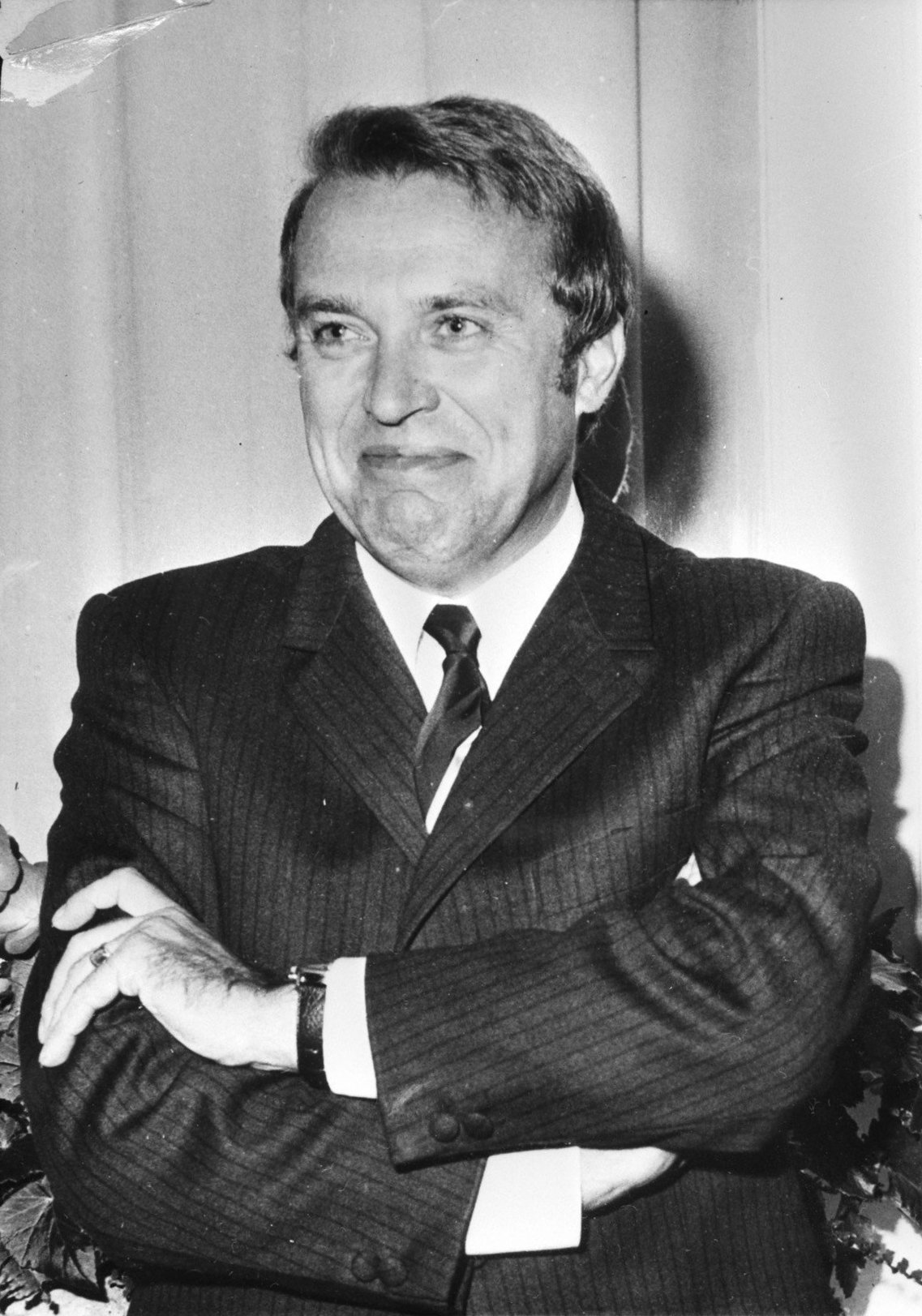
Pavel Kohout, 1977.

Pavel Kohout, född 20 juli 1928 i Prag, Tjeckoslovakien, är en tjeckisk-österrikisk författare och dramatiker.
Kohout studerade filosofi vid Karlsuniversitetet i Prag. Han har varit anställd vid radio och tv och för en kortare tid kulturattaché vid den tjeckoslovakiska ambassaden i Moskva. Från 1957 är han författare på heltid.
Kohout var aktiv i det tjeckoslovakiska kommunistpartiet. Han var en ledande förespråkare för Pragvårens reformer. Han uteslöts 1969 ur kommunistpartiet och fick publiceringsförbud. Kohout var därefter en betydande dissident och en av dem som undertecknade deklarationen Charta 77. Han utvisades 1979 ur Tjeckoslovakien. Kohout är sedan 1980 österrikisk medborgare. Han delar numera sin tid mellan Wien och Prag.

### Lyrik
- Verše a písně, 1952
- Čas lásky a boje, 1954

### Dramatik
- Dobrá píseň, 1952
- Zářijové noci, 1955
- Chudáček, 1956
- Sbohem, smutku, 1957
- Taková láska, 1957
- Říkali mi soudruhu, 1960
- Třetí sestra, 1960
- Cesta kolem světa za 80 dní, 1962
- Dvanáct, 1963
- Josef Švejk, 1963
- Válka s mloky, 1963
- Vzpomínka na Biskaj, 1965
- August, August, August, 1967
- Briefe über die Grenze, 1968
- Nenávist v prosinci, 1968
- Aksál, 1969
- Válka ve třetím poschodí, 1970
  - Krig på fjärde våningen
- Pech pod střechou, 1972
- Ubohý vrah: Na motivy povídky Rozum Leonida Andrejeva, 1972
- Amerika, 1973
- Požár v suterénu, 1973
- Život v tichém domě, 1974
- Ruleta: Na motivy povídky Tma Leonida Andrejeva, 1976
- Atest, 1979 
  - Attest
- Marie zápasí s anděly, 1981
- Marast, 1982
- Ecce Constantia, 1988
- Kyanid o páté, 1996
- Šest a sex, 1998

### Romaner
- O černém a bílém 1950
- Z deníku kontrarevolucionáře aneb Životy od tanku k tanku, 1969
- Bílá kniha o kauze Adam Juráček, profesor tělocviku a kreslení na Pedagogické škole v K., kontra Sir Isaac Newton, profesor fyziky na univerzitě v Cambridge – podle dobových materiálů rekonstruoval a nejzajímavějšími dokumenty doplnil P. K., 1970
- Katyně, 1970
- Nápady svaté Kláry, 1982
- Kde je zakopán pes, 1987
- Hodina tance a lásky, 1989
- Konec velkých prázdnin, 1991
- Sněžím, 1992
- Klaun, 1994
- Hvězdná hodina vrahů, 1995
- Pat aneb Hra králů, 1991
- Ta dlouhá vlna za kýlem, 2000
- Smyčka, 2008

### Utgivet på svenska
- Bödelsflickan (Katyně) (översättning Karin Mossdal, Coeckelberghs, 1979)
- Den heliga Klaras infall (Nápady svaté Kláry) (översättning Karin Mossdal, Coeckelberghs, 1983)
- En dans- och kärlekslektion (Hodina tance a lásky) (översättning Karin Mossdal, Gedin, 1990)
- Jag snöar (Sněžím) (översättning Karin Mossdal, Gedin, 1993)